# Eglisee

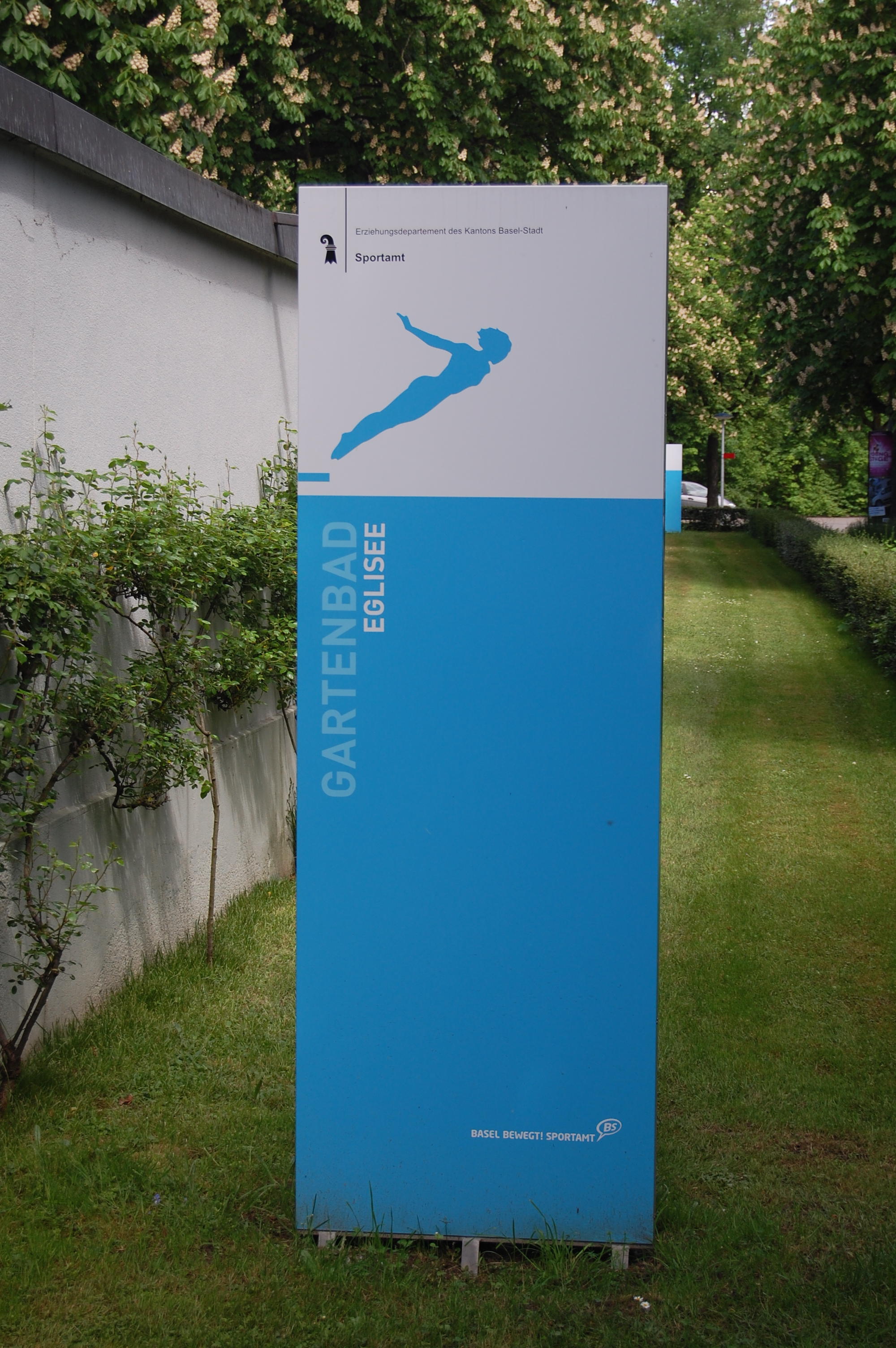
Pilon beim Haupteingang

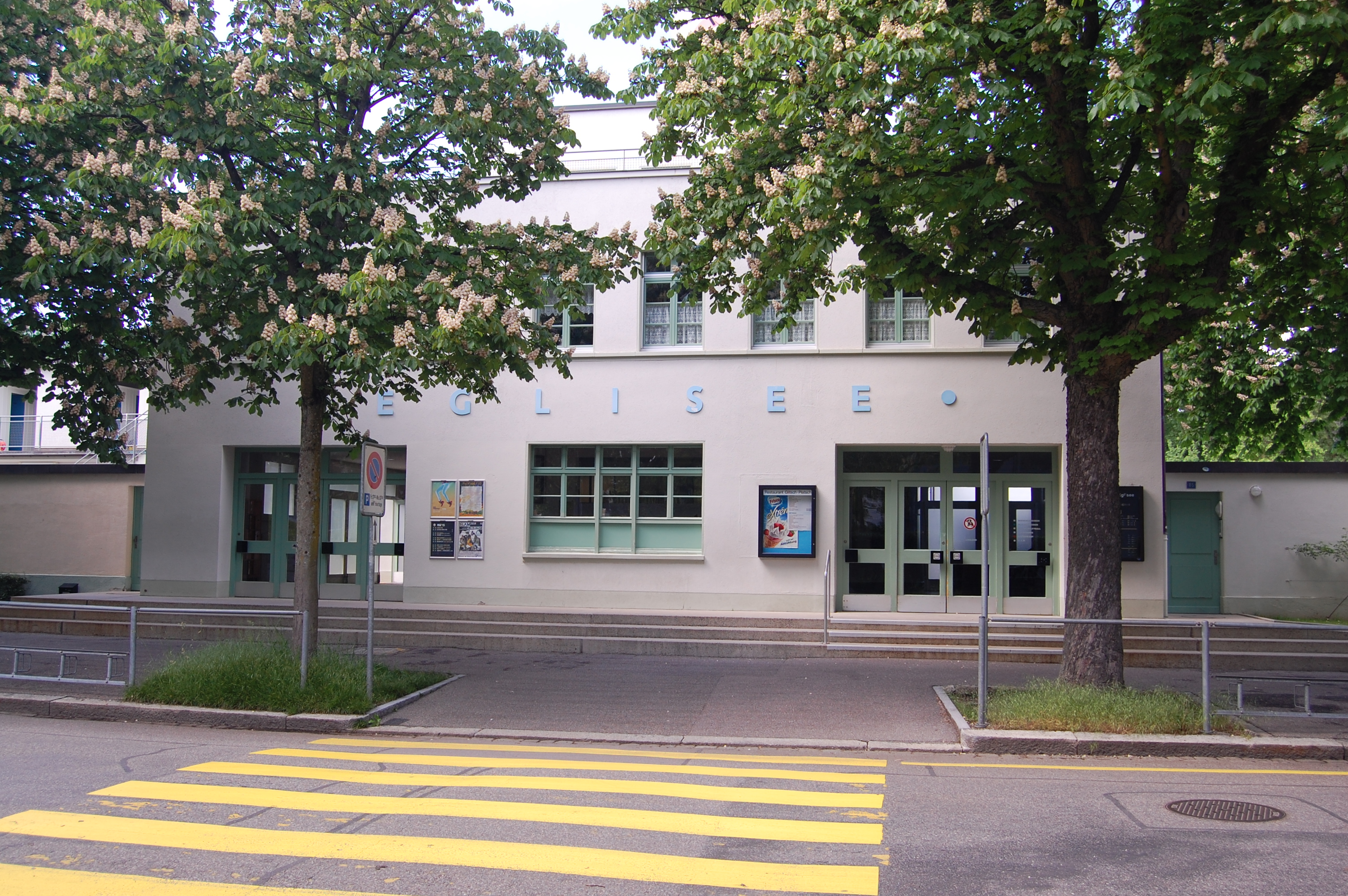
Haupteingang

Als Eglisee wurde eine Wiese, die Egliseematten, sowie ein etwa 33'600 m² grosses Waldstück, das Egliseeholz in nordöstlicher Richtung der Schweizer Stadt Basel bezeichnet. Das Egliseeholz beherbergte einen Tümpel, den Egelsee.
Heute gehört fast das ganze ehemalige Gebiet Eglisee zum Hirzbrunnen-Quartier. Dieses liegt am Rande von Basel, an der Grenze zur Agglomerationsgemeinde Riehen.
Seit 1930 wird der Name Eglisee für ein Sportareal mit Gartenbad- und Kunsteisbahnanlagen, mitten im Wohnquartier Hirzbrunnen, verwendet.

## Geschichte
Als 1906 mit dem Bau des Badischen Bahnhofs an der Schwarzwaldallee begonnen wurde, musste die «Badeanstalt» am Riehenteich abgebrochen werden. Um der Bevölkerung Ersatz bieten zu können, wurde 1911 das «Luft- und Sonnenbad Egliseeholz» eröffnet. Gebaut wurde ein 80 Meter langes Schwimmbecken. Wie damals üblich sollte nach Geschlechtern getrennt gebadet werden. Aufgrund der Gegebenheiten war dies schlecht realisierbar. So richtete man Frauen- und Männer-Badestunden ein. Trotz dieser Badeordnung war das Bad sehr beliebt und gut belegt.

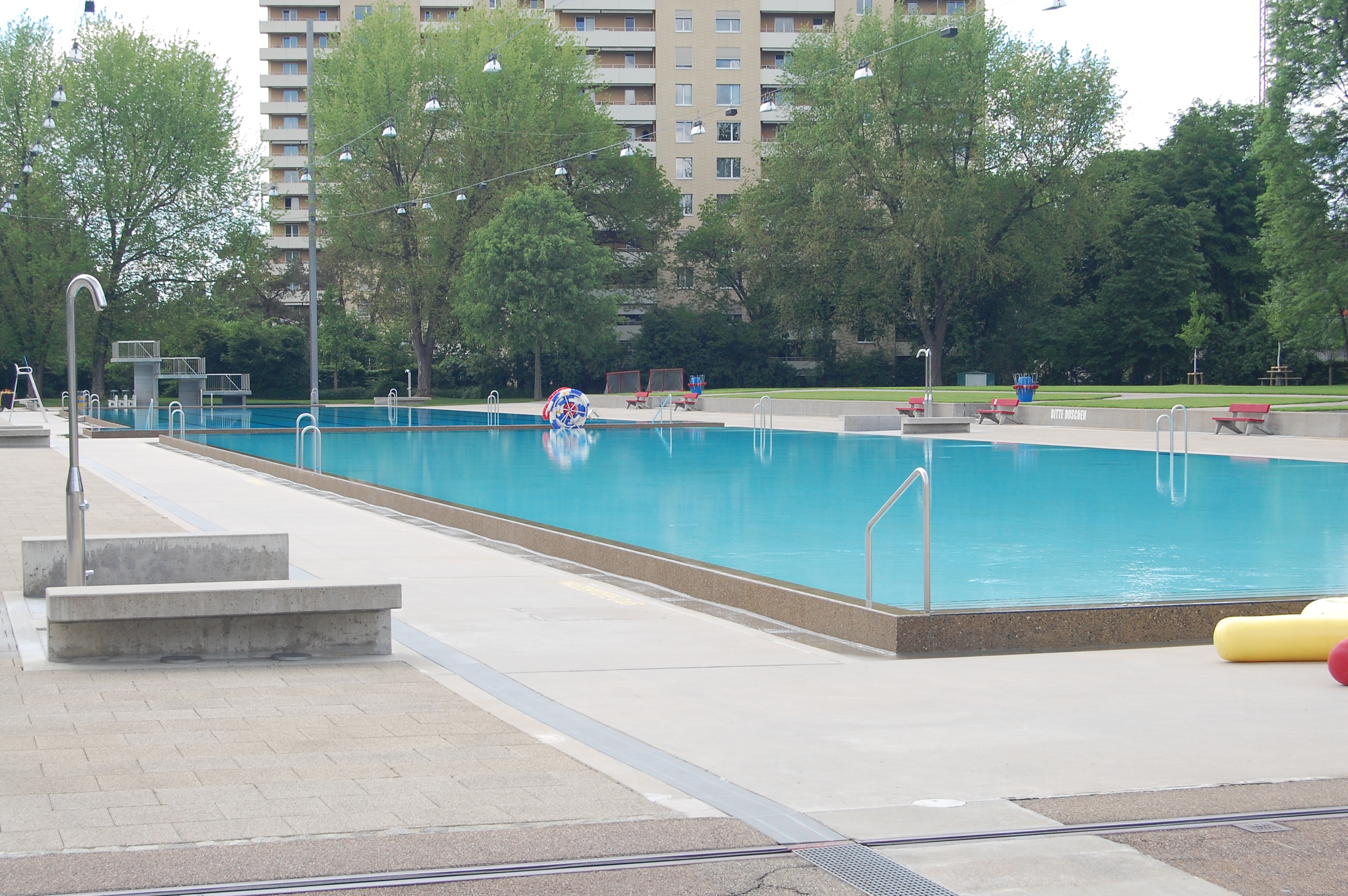
Schwimmbecken mit neuer Sprunganlage

1930 bis 1931 wurde das «Luft- und Sonnenbad Egliseeholz» zu einem Gartenbad umgebaut. Etwa die Hälfte des Egliseeholzes wurde zu Gunsten der Baderweiterung und einer Liegewiese geopfert. Einige der alten Bäume konnten bei der Gestaltung der Anlage integriert werden. Die Grenze des Gartenbades verläuft nun entlang der Eglisee- und der Fasanenstrasse, sowie dem ehemaligen Riehenteich und belegt eine Fläche von ca. 38'000 m². Das ehemalige Eingangsgebäude, welches unter Denkmalschutz steht, blieb als einziges erhalten. Das bestehende Gemeinschaftsbecken wurde umgebaut, saniert und baulich sowie optisch vom übrigen Areal abgeschirmt. Es ist nun ein reines Frauenbad. Knaben werden nur bis zum 6. Geburtstag geduldet. Zusätzlich erhielt das Bad zwei 50 Meter lange Becken, eines für Nichtschwimmer und eines für Schwimmer. Zudem ist ein «Springerturm» mit Plattformen für 1, 3, 5 und 10 Meter Sprunghöhe gebaut worden. Die Plattformen 1 und 3 Meter waren mit Sprungbrettern versehen. Das Sprungbecken hatte eine Wassertiefe von 9 Metern. Auf der Längsseite der Schwimmbecken ist eine Tribüne für etwa 1'000 Zuschauer erstellt worden. Im 1931 wurde das neue Gartenbad unter dem Namen «Eglisee» wieder eröffnet.

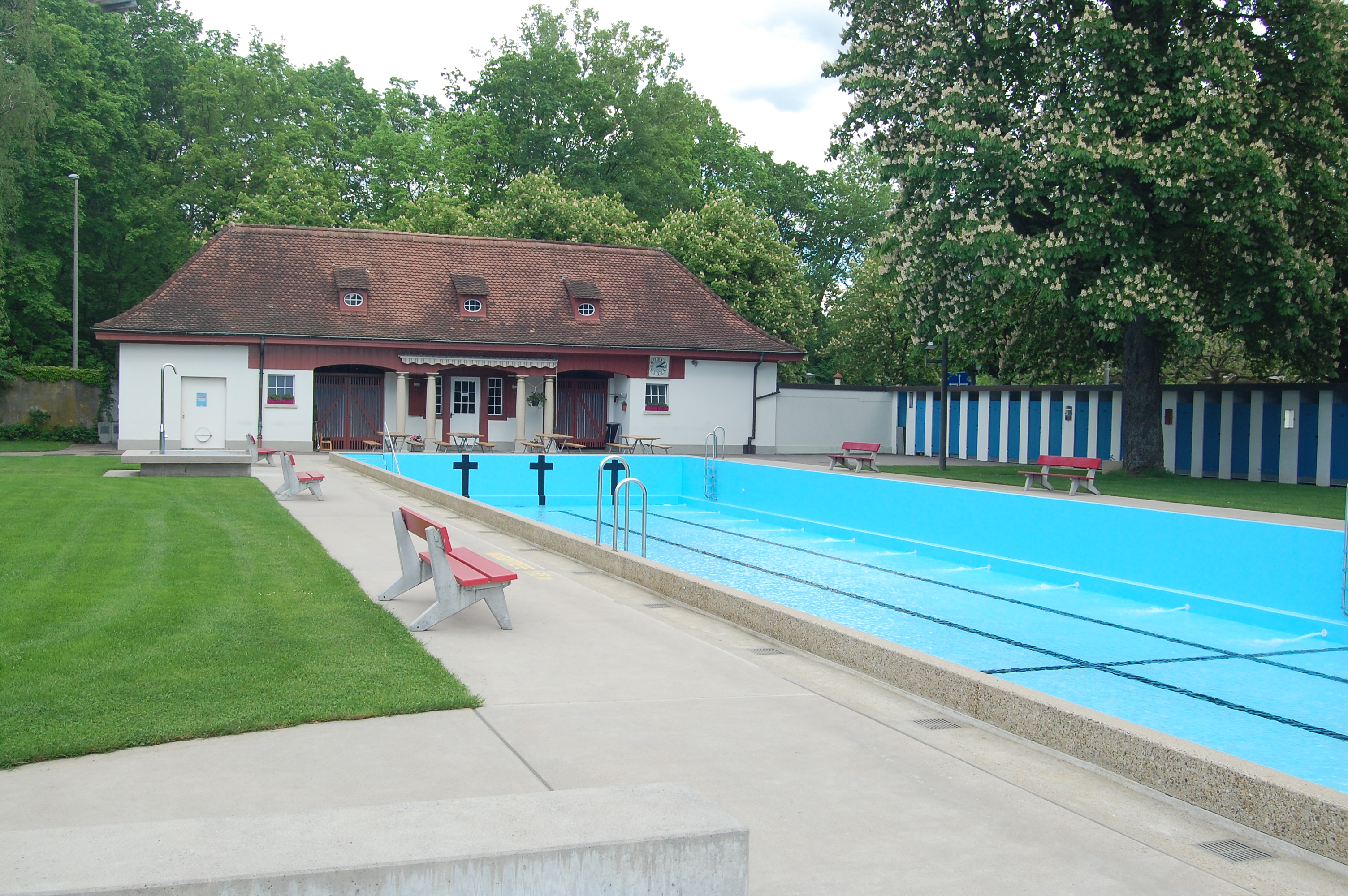
Frauenbad (Zutritt für Männer über 6 Jahre verboten. Bademeister ausgenommen)

Die Schwimmvereine organisierten immer wieder Veranstaltungen die von Tausenden Zuschauern besucht wurden. Dank einer ausgeklügelten Beleuchtungsanlage ist auch das Baden in den Abendstunden möglich.
Im Jahre 1968 baute man den 10 Meter-Sprungturm ab, verringerte die Wassertiefe im Sprungbecken von 9 auf 6 Meter und erstellte eine neue Sprunganlage mit 1, 2 und 3 Meter Sprunghöhe.

## Kunsteisbahn
Die Verantwortlichen suchten nach einer Möglichkeit die jährlichen Betriebszeiten der Anlage zu verlängern. So wurden im Jahr 1969 zwei Kunsteisbahnen eingeweiht. Über den beiden Schwimmbecken wird seither in den Wintermonaten je eine Eisbahn aufgebaut; die eine für Eisläufer, die andere für Eishockeyspieler. Auf dem professionellen Spielfeld können auch Eishockeyturniere ausgetragen werden. Die Eisbahnen werden durch den Verein «Kunschti Eglisee» betrieben.

## Sportbad Eglisee aktuell
Am 2. und 3. Juli 2011 wurde das Jubiläum «100 Jahre Gartenbad Eglisee» mit einem grossen Fest begangen. Das Sportamt Basel-Stadt hatte zu diversen Attraktionen – bei freiem Eintritt – eingeladen.
Für die im Jahre 1969 gebaute Ammoniak-Eisanlage lief die Betriebsbewilligung Ende 2014 ab. Neue verschärfte Umweltauflagen können nicht erfüllt werden. Die Anlage steht in der Grundwässerschutzzone. Der Grosse Rat bewilligte einen Planungskredit. Vorgesehen war, eine neue Kühltechnik für die Eisbahnen und eine Ballonhalle über das 50-Meter-Schwimmerbecken anzuschaffen. Um den jährlichen, kostenintensiven Auf- und Abbau der Eisbahnen über den Badebecken zu reduzieren, soll die Eisbahn des Schwimmerbeckens künftig auf die «Sommerliegewiese» verschoben werden. Die Idee ist, unter der Liegewiese ein «Energie-Rasengitter» zu verlegen. Dies besteht aus einem mediumführenden Rohrsystem, welches durch Kühlung das benötigte Eis bildet. Über eine Wärmepumpe könnte die anfallende Energie zur Erwärmung des Badewassers und der Ballonhalle über dem Schwimmerbecken genutzt werden.
Nach einer Umbauphase im Sommer 2017 wurde am 2. Oktober 2017 der Betrieb der Ballonhalle aufgenommen. Die Halle wird vom Schwimmverein beider Basel für die Stadt betrieben. Für die Öffentlichkeit steht die Ballonhalle nach Ende der Herbstferien 2017 zu bestimmten Zeiten zur Verfügung.
Das Eglisee ist mit dem öffentlichen Verkehr zu erreichen. Die BVB bedienen die Haltestelle «Eglisee» mit den Tramlinien 2 und 6. Zudem befindet sich hier eine Wendeschlaufe (Endstation der Linie 2) und eine Abstellanlage. Die Linie 6 hat ihre Endstation kurz vor der Staatsgrenze zu Deutschland in Riehen «Riehen Grenze».